# Тауї білогорлий
Тау́ї білогорлий (Melozone albicollis) — вид горобцеподібних птахів родини Passerellidae. Ендемік Мексики.

## Опис
Довжина птаха становить 19 см. Забарвлення переважно тьмяно-коричневе, нижня частина тіла білувата. Вид вирізняється забарвленням шиї і горла: центральна частина є білою, а з боків розташовані рудувато-охристі плями.

## Підвиди
Виділяють два підвиди:
- M. a. marshalli (Parkes, 1974) — штат Пуебла;
- M. a. albicollis (Sclater, PL, 1858) — штати Герреро і Оахака.

## Поширення і екологія
Білогорлі тауї поширені на півдні Мексики. Вони живуть у високогірних чагарникових заростях і гірських тропічних лісах. Зустрічаються на висоті від 1150 до 2800 м над рівнем моря.

## Збереження
МСОП класифікує цей вид як такий, що не потребує особливих заходів зі збереження. За оцінками дослідників, популяція білогорлих тауї становить від 50 до 500 тисяч птахів.